# Sidi Baizid
Sidi Baizid è un comune dell'Algeria, situato nella provincia di Djelfa.